# Assassinat de David Ángel Ribalta Vázquez
L'assassinat de David Ángel Ribalta Vázquez (més conegut com a Davide Ribalta) va ser comès el 4 de desembre de 1993 al Kasal Popular de Flora (ciutat de València) per part de tres joves ultradretans.

## Biografia
Nascut a Galícia el 8 de juliol de 1969, Davide es traslladà junt amb els seus pares a viure a Castelló de la Plana. Després d'estudiar els primers anys d'EGB, es va traslladar a Alemanya, on va entrar en contacte amb moviments llibertaris. L'any 1989 va anar a València, on va participar en la creació de l'Assemblea Antifeixista i en el Kasal Popular de Flora. També formava part del col·lectiu antiracista SHARP i de l'Assemblea Antirepressió.

## Fets
L'abril de 1993, un grup de militants d'extrema dreta va assassinar Guillem Agulló a Montanejos. Davide participà en les protestes contra aquest assassinat que es van succeir el mateix any.
Posteriorment, el diari blaver Las Provincias va assenyalar Davide, indicant on se'l podia trobar, el fanzine Bandera Negra el desqualificava, i van aparèixer a la ciutat de València diverses pintades com a "Davide, serás el próximo" de la mà d'Acción Radical i d'altres a la Universitat de València fetes per Resistencia Universitaria, també vinculada a aquest grupuscle d'ultradreta.
El dia 4 de desembre de 1993, se celebraven en el Kasal Popular on Davide militava unes jornades antimilitaristes quan van entrar un suís i dos austríacs que ningú no coneixia. Havien begut i buscaven baralla. De seguida es va avisar Davide perquè parlés amb ells, ja que era l'únic que parlava alemany. Quan ja gairebé se'ls havia fet fora, hi va haver un estira-i-arronsa i un d'ells va caure sobre Davide clavant-li una punyalada al pulmó. Davide va morir poc després a l'Hospital Clínic, a l'edat de 24 anys. Eugen Wenger, un home de nacionalitat suïssa que havia participat en les ocupacions de Wohlgroth a Suïssa, va ser acusat per l'assassinat.